# Manuel Cantacuzène (usurpateur)
Ne doit pas être confondu avec Manuel Cantacuzène.
Manuel Cantacuzène fut un chef rebelle qui lança une révolte contre la famille Paléologue dans le despotat de Morée byzantin.
Il était le petit-fils de Démétrios Cantacuzène, le dernier gouverneur de Morée de la famille Cantacuzène. Peu après la chute de Constantinople et la mort du dernier empereur byzantin, Constantin XI Paléologue, Manuel rejoignit 30 000 Albanais révoltés contre les deux frères Thomas et Démétrios, souverains de la Morée byzantine.
Il était de notoriété publique que les deux frères se détestaient mutuellement, et utilisant cette situation à son avantage, Manuel prit la tête de cette révolte en 1453. Il fut rapidement proclamé despote par les Albanais et pour leur plaire, il prit le nom albanais « Ghin » et appela aussi son épouse « Cuchia ».
Sa situation était favorable au début, mais les choses changèrent rapidement. Les frères Paléologue réalisèrent bientôt qu’ils avaient besoin d’une aide extérieure pour remporter la victoire et firent appel aux Ottomans et à Venise dans ce but. Le seigneur ottoman de Morée décida que la province resterait entre les mains de Thomas et Démétrios et assista les deux frères. Avec un soutien ottoman minime, les frères s’allièrent et écrasèrent la révolte l’année suivante, en 1454.